# مدخل بيانات
مُدخِل البيانات (بالإنجليزية: Data entry)‏ هو من يعمل على تسجيل البيانات الورقية أو الشفوية في أجهزة الحاسوب.

## المهام والمسؤوليات
- تحضير وتنظيم البيانات
- مراجعة وتدقيق عملية إدخال البيانات والتحقق من مطابقة البيانات المُدخلة